# يوجين مولر
يوجين مولر (بالألمانية: Eugen Müller)‏ هو عسكري ألماني، ولد في 19 يوليو 1891 في متز في فرنسا، وتوفي في 24 أبريل 1951 في برلين في ألمانيا.